# Protochni
Protochni (del ruso: Прото́чный) es un posiólok del raión de Beloréchensk del krai de Krasnodar, en Rusia. Se sitúa en la orilla izquierda del río Bélaya, afluente del río Kubán, 13 km al noroeste de Beloréchensk y 61 km al sureste de Krasnodar, la capital del krai. Tenía 311 habitantes (2007).
Pertenece al municipio Pervomáiskoye.